# 岳喜翠
岳喜翠（1948年—），汉族，中华人民共和国政治人物、第十一届全国政协委员。
加入中国共产党，担任广州军区空军原副参谋长。2008年，当选第十一届全国政协委员，代表中华全国妇女联合会，分入第十九组。